# الصولجان المجنح

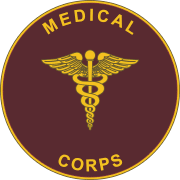
لوحة فرع السلك الطبي للجيش الأمريكي. أدى اعتماد الصولجان المجنح لزي الضابط الطبي بالجيش الأمريكي ، في عام 1902 ، إلى انتشار استخدام الرمز في جميع أنحاء المجال الطبي في الولايات المتحدة.

الصولجان المُجَنَّح رمز تقليدي لهرمس ويتميز بثعبان يلتقيان حول الطاقم يمتلك جناج في بعض الاحيان وفي معظم الاوقات يستخدم رمزاً للطب وخاصة في الولايات المتحدة الأمريكية لكن هذا الشيء غير صحيح الرمز الصحيح للطب هو الذي لديه ثعبان واحد وليس له أجنحة وتصميم صولجان له ارتباطات قديمة ومنسقة ومرتبة مع التجار واللصوص والكيمياء.
أصبح الاستخدام الجديد للصولجان المجنح كرمز للطب رأسخ في الولايات المتحدة الأمريكية في أواخر القرن 19 وبداية قرن 20 نتيجة للأخطاء وسوء الفهم.

## الاستخدام المبكر في سياق طبي محتمل
نحو 2612 قبل الميلاد تم تفسير التمثيلات القديمة من سوريا والهند والحيوانات التي تشبه الثعبان أو الديدان علة أنها تمثيل مباشر للعلاج التقليدي
قد يكون أول ظهور للرمز مشابه له موجود في التوراة اليهودية بعد الخروج في نحو 1300 قبل الميلاد:
ومع ذلك، فإن العنصر الذي صنعه موسى، كما هو موصوف أعلاه، كان قطبًا متشابكًا بواسطة ثعبان نحاسي واحد، مما يجعله أقرب إلى قضيب أسقليبيوس، رمز إله الطب والشفاء اليوناني، من الصولجان.
في حين أن هناك أدلة تاريخية كثيرة على استخدام الصولجان، أو طاقم هيرالد، لتمثيل هرمس أو ميركوري (ومن خلال التجارة والتفاوض)، فإن الأدلة المبكرة على أي ارتباط رمزي بين الصولجان والطب أو الممارسة الطبية نادرة وغامضة. من المحتمل أن يكون مرتبطًا بـ «المذيب الشامل» الكيميائي، آزوث، الذي كان رمز الصولجان.
متحف جيلدهول في لندن يحمل ختم طبيب العيون من القرن الثالث برموز الصولجان في الأعلى والأسفل. تم استخدام الختم على ما يبدو لتمييز مستحضرات طب العيون. يُعتقد على الأرجح أنه بدلاً من أن يكون دليلًا على وجود ارتباط طبي في حد ذاته ، فإن هذا بالأحرى إشارة إلى كلمات الشاعر اليوناني هوميروس الذي وصف الصولجان بأنه «يمتلك القدرة على سحر عيون الرجال»، والتي تتعلق عمل طبيب عيون.
اقترح والتر فريدلاندر أن الارتباط المبكر بين الصولجان والطب قد يكون مشتقًا من ارتباط Hermes Trismegistus ("Thrice-Great Hermes") بالكيمياء والطب في وقت مبكر كجوانب من الكيمياء كممارسة مقصورة على فئة معينة. ومع ذلك، يلاحظ أنه "على الرغم من أن هذه العوامل المختلفة قد تربط هرمس / عطارد، جنبًا إلى جنب مع صولجانه، والطب الكيميائي، إلا أنها قد تربط أيضًا جميع الجوانب غير الطبية للخيمياء مع هرمس / عطارد والصولجان المجنح.

## العصور الحديثة

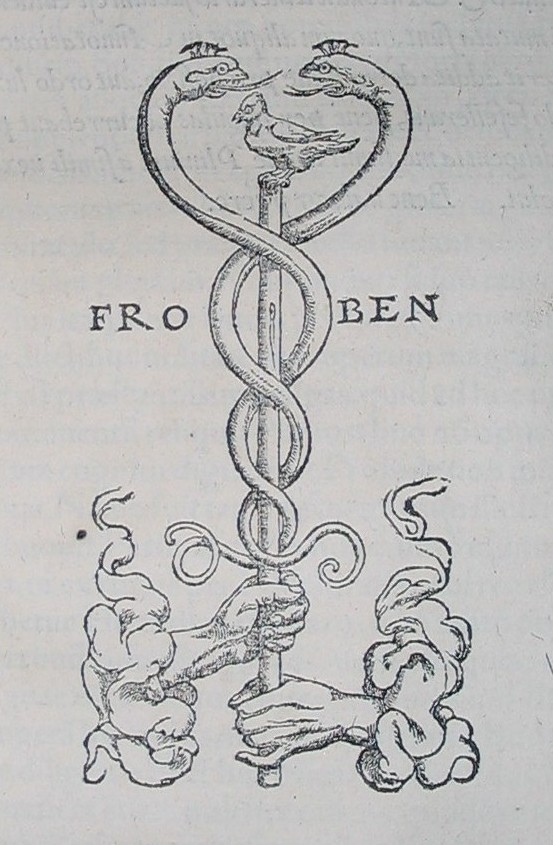
رمز يوهان فروبن

بداية من القرن السادس عشر، هناك أدلة محدودة على استخدام الصولجان في سياق طبي يمكن القول. ومع ذلك، فإن هذا الدليل غامض أيضًا. في بعض الحالات، من الواضح أن الصولجان يرمز إلى الحكمة، دون أي دلالات طبية محددة. 
يظهر الصولجان في سياق طبي عام في جهاز الطابعة الذي استخدمه الطابع الطبي السويسري يوهان فروبينيوس (1460-1527)، الذي صور الطاقم متشابكًا مع الثعابين وتعلوه حمامة، مع نقش كتابي باليونانية، «Be ye حكيم كالأفعى وغير مؤذٍ كالحمام»(متى 10:16، هنا في ترجمة طبعة الملك جيمس)،  تمشيا مع دلالات الصولجان كرمز للرسل والناشرين على أساس ارتباط هرمس أو ميركوري ببلاغة وتفاوض. لاحظ فريدلاندر أنه بالكاد يمكن اعتبار Frobenius طابعة طبية، كما تم التأكيد عليه سابقًا، مشيرًا إلى أنه في مراجعة 257 من الأعمال التي تحمل جهاز هذه الطابعة، كان هناك واحد فقط يتعلق بالطب. يستمر الاستخدام المماثل للصولجان المجنح في علامات الطابعات حتى يومنا هذا، حيث لا تزال الشركات بما في ذلك شركة FA Davis تستخدم الرمز عنصرًا من شاراتها.
هناك بعض الأمثلة الأخرى للاستخدام في هذه الفترة. ربما تم استخدامه كرمز من قبل السير وليم بوتس، طبيب هنري الثامن.  وبالمثل، كان الطبيب جون كايوس، مؤسس كلية كايوس ، كامبريدج، ورئيس الكلية الملكية للأطباء في ذلك الوقت، أثناء الزيارات الرسمية إلى كليته التي تحمل اسمه، قد حمل أمامه صولجان فضي على وسادة، ثم قدم هذه القطعة الأثرية إلى الكلية حيث تظل في حيازة الكلية. تم اقتراح هذا الاستخدام من قبل المؤرخ الطبي (والمدافع الأساسي عن استخدام الصولجان في سياق طبي) فيلدنغ جاريسون لدعم حجته بأن الصولجان كان يستخدم كرمز للطب منذ القرن السادس عشر. ومع ذلك، كما لاحظ والتر فريدلاندر، «ما استخدمه كايوس كان عصا منير غير محدد، وليس صولجان هرمس.» دعماً لهذا التأكيد، اقتبس كلمات كايوس الخاصة عن سبب اختياره عصا البشير كرمز، موضحًا أنه اختارها كرمز للحكمة.  تمت الإشارة إلى هذا المقطع نفسه أيضًا من قبل إنجل في دحض ادعاء جاريسون. إنجل وفريدلاندر ليسا الوحيدين اللذين لاحظا أن استخدام كايوس للصولجان المجنحيوس لا علاقة له بالرمزية الطبية المفترضة؛ كما هو مشار إليه في منشور أصدرته الكلية الملكية للأطباء نفسها: «[...] من خلال إدخال الصولجان في حفل كلية الأطباء، أضاف كايوس عن غير قصد إلى الخلط بين الشعارين لأوقات لاحقة، عندما كان عدد قليل من الناس فهم العلامات المرئية التي كان مألوفًا بها».
دعماً لفكرة أن الصولجان له ارتباط طويل الأمد بالطب، ذكر جاريسون أيضًا حقيقة أن الطابعة الطبية الإنجليزية تشرشل استخدمت الرمز كجهاز طابعة، وبدأت في وقت ما نحو عام 1844. درس فريدلاندر هذا الموضوع بالتفصيل، وأوضح أن تشرشل كان مدركًا جيدًا أن قضيب أسقليبيوس كان الرمز المقبول للطب. يبدو أنه يميل إلى الاعتقاد بأن تبني الصولجان المجنح في هذا السياق ربما كان له علاقة بالعلاقة بين النشر ودور عطارد كرسول وكاتب. يلاحظ، مع ذلك
يبدو أن الارتباك الواسع النطاق بشأن الأهمية الطبية المفترضة قد نشأ نتيجة للأحداث في الولايات المتحدة التي وقعت في النصف الثاني من القرن التاسع عشر. كما أشار جاريسون، ظهر الصولجان على شيفرون مضيفي مستشفى الجيش في وقت مبكر من عام 1856  (يشير وليم ك. إيمرسون إلى أن الشارة قد تم تبنيها في وقت سابق، في عام 1851). لقد تم التأكيد على أن هذا كان نتيجة للجهل أو سوء التفسير فيما يتعلق بالتعيين الموجود مسبقًا لقضيب أسقليبيوس من قبل الجراح العام للولايات المتحدة لهذا الغرض.  وتجدر الإشارة إلى أن المشرفين على المستشفى ليسوا أطباء؛ لقد لعبوا دورًا داعمًا في إعداد الأدوية للجراحين، والإشراف على الممرضات والطهاة، والحفاظ على السجلات المحاسبية والطبية، وفي حالات الطوارئ، قاموا أحيانًا بإجراء عمليات جراحية بسيطة أو تقديم الوصفات الطبية 
في وقت لاحق، في عام 1871، قام الجراح العام بتعيين الصولجان كختم لخدمة المستشفيات البحرية (من المقرر أن تصبح خدمة الصحة العامة الأمريكية في عام 1912). يقول غيرشن أن التغيير كان لأسباب جمالية،  حين يقول فريدلاندر أن الصولجان قد تم تبنيه من قبل خدمة المستشفيات البحرية «بسبب علاقتها بالبحارة التجار والصناعة البحرية». 
يناقش سجل الجيش والبحرية بتاريخ 28 يونيو 1902 الحجة التي تعكس حقيقة أن عددًا من الضباط الطبيين كانوا غير راضين عن الاختيار. يدعي محرر المقال أن الرمز لم يتم اختياره لدلالاته الطبية ويقترح التفسير الرمزي التالي: «العصا تمثل القوة، والثعابين تمثل الحكمة والجناحان يعنيان الاجتهاد والنشاط، وهي صفات يمتلكها بلا شك أطبائنا.». يشير المحرر أيضًا إلى أن غالبية العاملين في الهيئة الطبية ليسوا حتى أطباء. وفقًا لهذا المنطق، لم يكن القصد من الصولجان أبدًا أن يكون رمزًا للطب. لوحظ التناقض بعد عدة سنوات من قبل أمين المكتبة للجراح العام، ولكن لأسباب غير واضحة تمامًا، لم يتم تغيير الرمز. 
تم إلقاء قدر كبير من الضوء على هذا الالتباس من خلال رسالة مجهولة المصدر أعاد نشرها إيمرسون، وهو مؤرخ لشارات وأزياء جيش الولايات المتحدة. ويشير إلى أن عدد أبريل 1924 من الجراح العسكري قد طبع مراجعة لمقال سابق ظهر في Presse Médicale ذكر فيه المؤلف «لا يوجد شيء في التاريخ يبرر استخدام الصولجان كرمز للطبيب [. ..] إنه لأمر مؤسف أن يكون» الارتباك«موجودًا». في تفنيد مجهول ورد في رسالة إلى المحرر نُشرت بعد ثلاثة أشهر في The Military Surgeon ، زُعم أن العقيد الراحل. كان جون ر. فان هوف عضوًا في مجلس الإدارة الذي اختار الشارة («إذا لم يكن هو الشخص الذي كان له دور أساسي في اعتمادها»). في الرسالة التي أرسلها إيمرسون إلى المحرر، يدعي المؤلف المجهول
وفقًا لهذا الرأي، لم يكن القصد من الصولجان أن يكون رمزًا طبيًا (وعلى الرغم من شرحه بشكل مختلف، فإن هذا يعكس وجهة النظر التي قدمها المحرر في تعليقه في سجل الجيش والبحرية بتاريخ 28 يونيو 1902 الذي نوقش أعلاه). ومع ذلك، بعد الحرب العالمية الأولى، تم استخدام الصولجان كشعار من قبل كل من القسم الطبي بالجيش ومستشفى سلاح البحرية. حتى أن الجمعية الطبية الأمريكية استخدمت الرمز لبعض الوقت، ولكن في عام 1912، بعد مناقشة مستفيضة، تم التخلي عن الصولجان من قبل AMA وتم اعتماد عصا أسقليبيوس بدلاً من ذلك. 
يمكن أيضًا ملاحظة هذا التحول إلى استخدام قضيب أسقليبيوس لترمز إلى الطب في جيش الولايات المتحدة. أصبح الفيلق الطبي للجيش، بعد أن قام بتعميم الصولجان المجنح، مع الاحتفاظ به من أجل اللوحة والشارة الخاصة به، جزءًا من القسم الطبي للجيش، الذي اعتمد منذ ذلك الحين رود أسقليبيوس كرمز رئيسي له. علاوة على ذلك، عندما صمم سلاح الجو الأمريكي شارة طبية جديدة، فقد تبنى أيضًا قضيب أسقليبيوس.
في دراسة استقصائية لـ 242 شعارًا مستخدمة من قبل المنظمات ذات الصلة بالصحة أو الطب، وجد فريدلاندر أن الجمعيات المهنية كانت أكثر عرضة لعرض قضيب Asclepius (62٪)، بينما كانت المنظمات ذات التركيز التجاري أكثر احتمالية لاستخدام caduceus (76٪)). كانت المستشفيات استثناءً (37٪ استخدموا طاقم عمل من Asclepius بينما 63٪ استخدموا الصولجان). شعر فريدلاندر أنه من المحتمل أن هذا قد يعكس حقيقة أن «المنظمات الطبية المهنية سعت في كثير من الأحيان إلى فهم حقيقي لمعنى الرمزين بينما كانت المنظمات التجارية أقل اهتمامًا بالأساس التاريخي لشعارها أو شاراتها وأكثر اهتمامًا بكيفية حسنًا، سيتم التعرف على رمز معين من قبل الجمهور البسيط من الناحية الأيقونية الذي يحاولون اجتذابه إلى بضاعتهم». 
لطالما كان استخدام الصولجان في سياق طبي موضع استياء من قبل العديد من المهنيين والأكاديميين وغيرهم ممن هم على دراية بالأهمية التاريخية لكلا الرمزين. وقد أثار ذلك ملاحظات حماسية من قبل المحبطين من الارتباك المستمر.
لقد لوحظ أن الصولجان غير مناسب بشكل خاص للاستخدام كرمز طبي بسبب ارتباطاته الطويلة بالإله اليوناني هرمس، الذي كان راعي التجارة والتجار وكذلك اللصوص والكذابين والمقامرين.
من ناحية أخرى، لوحظ أيضًا - ليس بدون مفارقة كبيرة - أن الأهداف التجارية في الطب، خاصة في الولايات المتحدة الأمريكية، تجعل من الصولجان رمزًا مناسبًا ، على الأقل بالنسبة لبعض الأطباء.
لا يعتذر الاخرون عن ارتباط الطب بالتجارة ويقرون بأهمية الإعلان الضروري للتسويق التنافسي ويعتقدون ان الامر متروك للأطباء الفرديين لاختيار الرمز بناء على وجهات نظرهم الخاصة حول ما هي الجمعيات المناسبة .
في أمريكيا الشمالية هناك دعوات للتوضيح الرموز نقل عن مدير الاتصالات بجمعية الطبية " إذا كانت بها أجنحة فهذا ليس رمز للطب وقد يجد البعض صعوبة لتصديقه لكنه صح إأنه شي مثل استخدام شعار للجمعية بوطنية
ومع هذا اقترح اندرويل أحد دعاة الطب البديل وذلك بأن الصولجان مناسب جدا كرمز طبي وذلك لانه يجسد حقيقة على فئة معينة والتي يجب ان يتم استيعابها لكسب السيطرة العلمية .